# علم الاجتماع الصناعي
1. الميكنة - قوة الماء والبخار
2. الإنتاج الكمي - خطوط التجميع - الكهرباء
3. الحوسبة والأتمتة
4. الأنظمة الفيزيائية الافتراضية

علم الاجتماع الصناعي (بالإنجليزية: Industrial sociology)‏ هو علم يدرس العلاقات الاجتماعية في محيط الصناعة وتنظيماتها، والطبيعة الاجتماعية للعمل والظواهر الاجتماعية المرتبطة بها كالفراغ والتقاعد والبطالة، ويحلل البناء الحرفي والمهني، ويبحث كل حرفة وكل مهنة بحثاً اجتماعياً شاملاً متكاملاً، ويتقصى علاقات البناء الحرفي والمهني بالبناء الاجتماعي العام.
ويمكن وصف ميدان علم الاجتماع الصناعي بأنه دراسة العلاقات الاجتماعية في أوضاع صناعية أو تنظيمية متعلقة بالإدارة، والطريقة التي تؤثر بها هذه العلاقات في العلاقات الجارية في الجماعة الأكثر اتساعاً وتتأثر بدورها بها.

## المصدر
الموسوعة العربية